# Joseph-Adolphe Richard
Pour l’article homonyme, voir Richard.
Joseph-Adolphe Richard (14 février 1887-12 juillet 1964) est un entrepreneur et homme politique fédéral du Québec.

## Biographie
Né à Saint-Grégoire dans la région du Centre-du-Québec, il entama sa carrière politique en servant comme échevin dans le conseil municipal de Shawinigan de 1928 à 1934. Élu député du Parti libéral du Canada dans la circonscription fédérale de Saint-Maurice—Laflèche en 1949, il fut réélu en 1953, 1957 et en 1958. Il est défait par le créditiste Gérard Lamy en 1962.
Il avait tenté de devenir député libéral  provincial en 1944, mais il termine derrière Marc Trudel de l'Union nationale et René Hamel du Bloc populaire.